# Passira (ort)
Passira är en ort i Brasilien.   Den ligger i kommunen Passira och delstaten Pernambuco, i den östra delen av landet, 1 600 km nordost om huvudstaden Brasília. Passira ligger 188 meter över havet och antalet invånare är 12 664.
Terrängen runt Passira är huvudsakligen platt, men västerut är den kuperad. Närmaste större samhälle är Limoeiro, 19,6 km nordost om Passira.
Omgivningarna runt Passira är en mosaik av jordbruksmark och naturlig växtlighet. Runt Passira är det ganska tätbefolkat, med 93 invånare per kvadratkilometer.